# Mylabris tettensis
Mylabris tettensis es una especie de coleóptero de la familia Meloidae.La especie fue descrita científicamente por Gerstäecker en 1854.

## Distribución geográfica
Habita en Mozambique.